# Jean de Gascogne
Jean de Gascogne, dit « le Rat » est un crieur public et valet de ville du XVe siècle, qui a exercé sa charge près de soixante ans dans la ville de Laon. Il serait né vers 1425-1430 et mort vers 1500,. 

## Biographie

### Origine et famille
Son nom "de Gascogne" trahit une origine gasconne, ou du moins méridionale ; c'est un nom assez rare dans cette région qu'est la Picardie, mais justifiable, en cette période de forte mobilité. La quantité et l'importance des taches qui lui sont confiées indiquent qu'il est bien intégré dans la ville. On peut donc imaginer que ses ancêtres vivaient déjà à Laon depuis quelques générations. 
Les textes ne font pas mention d'une quelconque famille (femme ou enfants). 

### Carrière
A un jeune âge, vers 12-15 ans, Jean devient guetteur de nuit pendant la période troublée de la guerre de Cent ans. Il a probablement croisé la cour royale du Dauphin Charles quand elle séjourne à Laon pendant un mois. 
Il ne semble pas savoir écrire, contrairement à son acolyte Bertin Noël, aussi valet de ville, mais sait nécessairement lire pour exercer son métier, afin de relayer la parole de différentes autorités (royale, urbaine). Il annonce en 1453 la paix entre Charles VII et le roi d'Angleterre Henri VI qui met fin à la guerre de Cent ans. 
Il vit dans la porte Lupsault, une des portes de l'enceinte de Laon, pendant plus de cinquante ans. Jean y exerce un péage, qui représente un cinquième à un tiers de ses revenus selon les années. 
Il gagne aussi sa vie en travaillant en tant que valet de ville : il s'occupe de la défense de la ville contre les dangers extérieurs, par exemple en réparant les remparts avec l'aide des maçons, il prend en charge les incendies, comme celui du prieuré du Val-des-Écoliers, et gère l'artillerie. Il s'occupe de la manutention pendant les foires (installation, nettoyage) qui se tiennent deux fois par an à Laon, ainsi que de la propreté de la ville par laquelle il maintient l'honneur et la moralité de Laon selon la façon de penser médiévale, qui associait propreté physique et pureté morale. Il est représentant de la ville, par les couleurs de ses vêtements qui sont les couleurs de Laon (rouge et blanc) et comme envoyé : il est envoyé en mission auprès de Louis XI en 1461 et aux Etats de Vermandois en 1482.  
Il finit sa vie impotent, sans revenus, mais la ville de Laon lui permet de rester sans payer dans son logement jusqu’à sa mort, en récompense de ses loyaux services. 

## Etude
Il a été étudié par l'historien Nicolas Offenstadt, dans son livre En place publique : Jean de Gascogne, crieur public au XVe siècle à partir des archives générales de la ville de Laon, notamment des registres comptables de la ville, des mandements, des quittances.